# Montoillot
Montoillot – miejscowość i gmina we Francji, w regionie Burgundia-Franche-Comté, w departamencie Côte-d’Or.
Według danych na rok 2007 gminę zamieszkiwało 71 osób. Wśród 2044 gmin Burgundii Montoillot plasuje się na 1086. miejscu pod względem liczby ludności, natomiast pod względem powierzchni na miejscu 1086.).